# پرواز شماره ۵۸۵ یونایتد ایرلاینز
پرواز شماره ۵۸۵ یونایتد ایرلاینز (به انگلیسی: United Airlines Flight 585) یک پرواز از پئوریا، ایلینوی به مقصد کلرادو اسپرینگز، کلرادو بود که با ۲۰ مسافر و ۵ خدمه بودند، در تاریخ ۳ مارس ۱۹۹۱ دچار سانحه شد و ۲۵ نفر جان باختند.
NTSB در ابتدا قادر به حل مسئله علت سقوط نشد، اما پس از بررسی حوادث مشابه و حوادث مربوط به هواپیمای بوئینگ ۷۳۷، مشخص شد علت سقوط به دلیل نقص طراحی در منبع تغذیه در سکان هواپیمای بوئینگ ۷۳۷ (PCU) بوده‌است.